# Індефатігебл (газоконденсатне родовище)
Індефатігебл (Indefatigable) — газоконденсатне родовище у британському секторі Північного моря. Станом на 2016 рік третє за величиною запасів газу родовище у Великій Британії.

## Характеристика
Відкрите у 1966 році компанією Amoco (зараз ВР) у 75 км від південного-східного узбережжя Британії в районі з глибинами моря близько 30 метрів. Східна частина родовища опинилась не території ліцензійного блоку, що належав Shell/Esso. Колектор — пісковики. Виявлено 15 покладів у відкладеннях нижньої пермі в колишніх дюнах, створених еоловими процесами. Останнє забезпечило високі характеристики резервуару, такі як пористість та проникність. Початкові видобувні запаси оцінюються у 132 млрд м3.

## Розробка
Обидві сторони, що володіли ліцензіями на родовище, створили свої  виробничі потужності:
А. У західній частині родовища (Amoco/ВР, на початку 2000-х права продані компанії Perenco):
- центральний процесинговий блок платформ — AT (трубопровідний хаб, встановлена у 1971), AC (компресорна, введена в дію у 1980), AQ (житлова, з 1979);
- виробничі потужності у центральному, північному та південному блоках — спарки з бурової патформи та платформи для розміщення фонтанних арматур AD-AP, BD-ВP та CD-CP (виробництво запущене у 1971-му, група «В» виконана у дистанційно керованому варіанті). Також ці потужності носили найменування 49/18A, 49/18B і 49/23С (внаслідок того, що ділянка компанії Amoco в свою чергу складалась з двох лцензійних — 49/18 та 49/23);
- дистанційно керована інтегрована платформа D у південно-західній частині ділянки Amoco, під'єднана до спарки CD-CP у 1989 році;
- три малі платформи, сполучені з центральним блоком, для розробки родовищ-сателітів Bessemer (49/23E, встановлена у 1995, також обслуговувала родовище Bell NW), Davy (49/30А, встановлена у 1995-му, також обслуговувала родовища Boyle, Brown, North Davy, Tristan NW) та Wenlock (запущена у 2007, до 2015 видобула трохи понад 1 млрд м3).
Крім того, через потужності родовища Indefatigable розроблялись такі сателіти як SW Indefatigable та Barid.
В. У східній частині родовища (Shell):
- запущений в 1971 році комплекс у складі двох платформ — інтегрованої бурової/виробничої Juliet-D (JD) та з'єднаної з нею містком платформи-сателіту для розміщення фонтанних арматур Juliet-P (JP), до якої у 1977 році приєднали через трубопровід ще одну платформу-сателіт Lima (L);
- введена в дію у 1973-му інтегрована бурова/виробнича платформа Kilo (К). На ній, як і на Juliet, розміщувалось обладнання з осушки видобутого газу за допомогою гліколю;
- додані в другій половині 1980-х ще дві платформи для розміщення фонтанних арматур Mike (М, з'єднана з Juliet) та November (N, працювала через Kilo). У тому ж десятилітті весь комплекс у східній частині родовища перевели на дистанційне керування.
Хоча західна та східна частини Індефатігебл розроблялись різними компаніями, проте вони були технологічно пов'язані між собою у плані вивозу продукції. До розташованої в західній частині платформи-хабу АТ підвели газопроводи від установок з підготовки на платформах Juliet та Kilo. Надалі ж весь обсяг видобутого на родовищі газу спрямовувався на береговий термінал у Бактоні через газопровід-перемичку до розташованого ближче до берега найбільшого газового родовища Великої Британії Леман.

## Демобілізація
Розробку східної частини родовища компанія Shell завершила у 2005 році. На цей період накопичений видобуток склав  49,9 млрд.м3 газу та 0,57 млн.м3 конденсату. Всі встановлені тут раніше платформи та прокладені трубопроводи підлягали демонтажу відповідно до вимог охорони навколишнього середовища. Після виконання відповідних проектних розробок, у 2010 році було укладено контракт на здійснення демонтажу. В 2011-му шість платформ було демонтовано плавучим краном великої вантажопідйомності Stanislav Yudin.